# Nikolai Ostrovski
Nikolai Alekséievitx Ostrovski (rus: Николай Алексеевич Островский; ucraïnès: Микола Олексійович Островський Mikola Oleksíiovitx Ostrovski ; 29 de setembre del 1904 – 22 de desembre del 1936) fou un escriptor soviètic d'origen ucraïnès adscrit al corrent literari del realisme socialista. És habitualment conegut per la seva novel·la Com fou temperat l'acer, rus: Как закалялась сталь Kak zakalialas stal, a la qual hi posà música la compositora russa Nina Makàrova.

## Vida
Ostrovski va néixer al poble de Vília (avui un poble del raion d'Ostroh), óblast de Rivne) a la Gubèrnia de Volínia (Volínia), llavors part de l'Imperi Rus (actualment Ucraïna), en una família treballadora ucraïnesa. Va assistir a una escola parroquial fins als nou anys i va ser un estudiant d'honor. El 1914, la seva família es va traslladar a la ciutat ferroviaria de Xepetivka (avui a l'óblast de Khmelnitski) on Ostrovski va començar va treballar en diverses feines com a assalariat: primer a la cuina del restaurant de l'estació de ferrocarril, després com a cuber (encarregat dels dipòsits d'aigua calenta per als trens), al magatzem de materials de feina, com a fogoner i després electricista a la central elèctrica local. Al mateix temps, va estudiar en un període de dos anys (de 1915 a 1917), i després a una escola primària superior (1917-1919). El 1917, a l'edat de tretze anys, es va convertir en activista del partit bolxevic. En el mateix període va contreure espondilitis anquilosant, malaltia que més tard el deixaria cec i el paralitzaria.
Segons la biografia oficial, quan els alemanys ocuparen el poble a la primavera de 1918, Ostrovski va participar en activitats clandestines amb els bolxevics locals. El juliol del 1918 es va unir al Komsomol i a l'Exèrcit Roig a l'agost. Va servir a la brigada de cavalleria Kotovski. El 1920 va ser ferit a prop de Lviv (per metralla) Va tornar a l'exèrcit, on va tornar a ser ferit i fou desmobilitzat per motius mèdics. No obstant això, en l'autobiografia escrita pel mateix Ostrovski, no menciona que hagués servit a l'Exèrcit Roig.
Va participar en la lluita contra la insurrecció en les forces especials (OSNAZ). Segons alguns informes, en 1920-1921 era un empleat de la Txekà a Iziàslav.
El 1921 va treballar com a assistent elèctric als tallers principals de Kíiv, va estudiar enginyeria elèctrica i, al mateix temps, va ser secretari de l'organització Komsomol.
Afligit pel reumatisme i el tifus, a l'agost de 1922, va ser enviat a Berdiansk, al Mar d'Azov, per al tractament. A l'octubre de 1922 va ser declarat oficialment invàlid; no obstant això va continuar treballant. El 1923 va ser nomenat comissari del Segon Batalló de Formació de l'Exèrcit Roig i secretari de Komsomol per a Berezdiv a l'oest d'Ucraïna. El gener de 1924 va anar a Iziàslav com a cap del comitè de districte de Komsomol i, a l'agost de 1924, es va incorporar al PCUS. El 1925, amb la seva salut disminuint ràpidament, va anar a Khàrkiv per rebre tractament mèdic i el maig de 1926 va anar a un sanatori a Crimea. Al desembre de 1927, Ostrovski va començar un curs per correspondència a la Universitat Comunista Sverdlov a Moscou que va completar el juny de 1929. A l'agost va perdre la vista.
Des de 1927 fins al final de la seva vida, Ostrovski va quedar prostrat al llit amb una malaltia incurable. Segons la versió oficial, la condició de salut d'Ostrovski es va veure afectada per ferides i condicions de treball difícils. El diagnòstic final fou "poliartritis anquilosant progressiva, ossificació gradual de les articulacions". Els metges moderns, basats en les dades sobrevivents sobre l'estat de salut de l'escriptor i el curs de la seva malaltia, opinen que Ostrovski va morir d'esclerosi múltiple.
Sense deixar-se intimidar per la seva immobilitat i ceguesa, el 1930, va començar a treballar en la seva primera novel·la, Com fou temperat l'acer, que es va fer famós i influent en el món comunista. També va escriure articles per a diaris i revistes i va parlar sovint a la ràdio. L'abril del 1932 es va convertir en membre de la branca moscovita de l'Associació Russa d'Escriptors Proletaris i al juny de 1934 es va incorporar a la Unió d'Escriptors Soviètics de l'URSS. L'1 d'octubre de 1935 va ser guardonat amb l'Orde de Lenin.
Després d'haver patit durant anys de paràlisi, malaltia i ceguesa a causa de l'espondilitis anquilosant congènita i complicacions derivades del tifus, Ostrovski va morir el 22 de desembre de 1936, a l'edat de 32 anys. La seva mort no li va permetre completar la seva segona novel·la, Nascut de la tempesta, rus: Рождённые бурей Rojdonnie burei, sobre la Guerra Civil Russa a Ucraïna.

## Llegat
La seva novel·la Com fou temperat l'acer és considerada una de les obres més influents de la literatura comunista. A Moscou durant el període comunista, es va construir el Museu Ostrovski i el centre humanitari Ostrovsky. Es conserven el seu estudi i dormitori, mentre que altres exposicions inclouen mostres dels èxits de persones discapacitades com Nikolai Alekséievitx Fenoménov i Liudmila Rógova.
També va ser establert pel Comitè Central de Komsomol d'Ucraïna el "Premi Republicà Ostrovski".

## Citacions
| «                                            | (rus) Самое дорогое у человека — это жизнь. Она дается ему один раз, и прожить ее надо так, чтобы не было мучительно больно за бесцельно прожитые годы, чтобы не жег позор за подленькое и мелочное прошлое, чтобы, умирая, смог сказать: вся жизнь и все силы были отданы самому главному в мире - борьбе за освобождение человечества. И надо спешить жить. Ведь нелепая болезнь или какая-либо трагическая случайность могут прервать ее. | (català) La possessió més preuada de l'home és la vida. Se li lliura, però només una vegada, i s'ha de viure per no sentir-se lamentacions de tortura pels anys perduts, per no cremar la vergonya d'un passat petit i insignificant que, en morir, podria dir: tota la vida i totes les forces es van donar a allò més important del món - la lluita per l'alliberament de la humanitat. I hem d'apressar-nos a viure. Després de tot, una malaltia absurda o algun accident tràgic pot interrompre-ho. | » |
| — Nikolai Ostrovski, Com fou temperat l'acer | | |   |